# Перевернутий порядок

Три зірки в перевернутому порядку

Перевернутий порядок (обернений порядок) — геральдичний термін, що відображає відхилення у розміщенні трьох однакових гербових фігур на щиті, які розташовані всупереч звичній трикутній формі. Подібні описи можуть бути характериними для розміщення іншої кількості гербових фігур.
Розташування, наприклад, таке: одна фігура над двома (1;2), тобто більша кількість ближче до основи щита. Однак (неофіційний) стандарт у геральдиці полягає в тому, що дві фігури розташовуються над однією фігурою на щиті, тому що до основи щита залишається менше місця. Це правило порушується, коли порядок перевернутий. В описі герба ця позиція описується як «в перевернутому порядку».
Перші герби з таким розміщенням фігур в геральдиці з'явилися приблизно в XV столітті. Причиною стала заміна трикутного щита на ширший напівкруглий щит, який відкривав для геральдичних фігур більшу площу до основи щита.
Термін зустрічається рідко, точніше, позиція та номер у рядку прикрашені цифрами, наприклад, «шість зірок (3;2;1)» замість «шість зірок у перевернутому порядку».